# Colom verdós dels Ghats
El colom verdós dels Ghats (Treron affinis) és una espècie d'ocell de la família dels colúmbids (Columbidae) que habita els boscos dels Ghats Orientals, a l'Índia. Considerat sovint una subespècie de Treron pompadora.